# بستان رود شرف (مقاطعة دورة)
بستان رود شرف (بالفارسية: بستان رود شرف) هي قرية تقع في Shurab Rural District في إيران. يقدر عدد سكانها بـ 155 نسمة بحسب إحصاء 2016.